# Söderberg-Elektrode

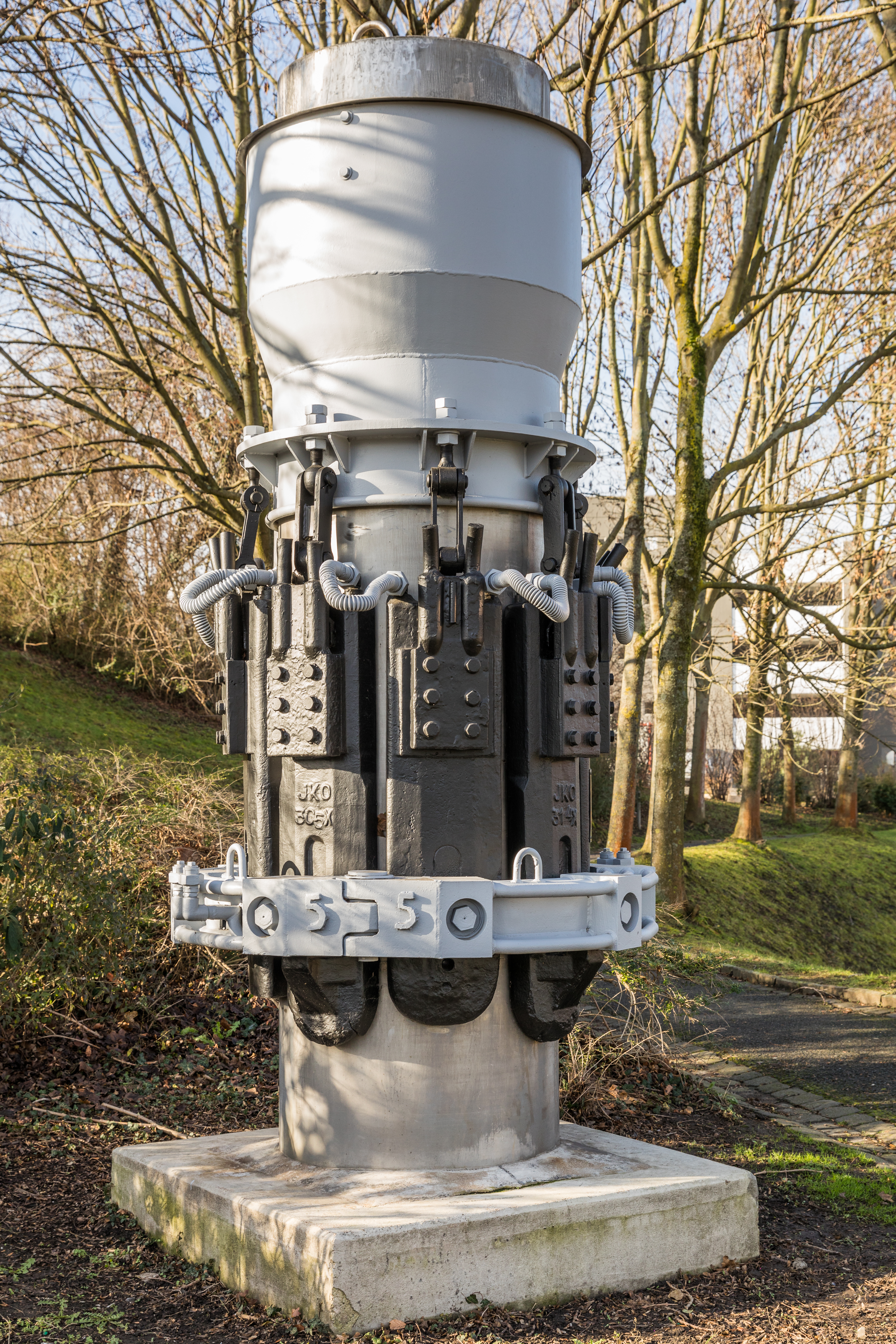
Carbidofen-Elektrode, System Söderberg, Hürth. Ausgestellt als technisches Denkmal in der Nähe des Hürther Bürgerhauses/Rathauses. Herkunft: aus dem 1924 gebauten Carbidofen der AG für Stickstoffdünger Knapsack bei Köln.

Die Söderberg-Elektrode ist eine selbstbrennende, elektrische Dauerelektrode. Sie wurde bei Elektrokemisk A/S (heute Elkem) Oslo von Carl Wilhelm Söderberg erfunden und wird zur elektrochemischen Schmelze von Aluminium, Silicium und Calciumcarbid verwendet.

## Historie
1920 wurden im Chemiepark Knapsack die ersten Söderberg-Elektroden in Deutschland eingeführt.

## Grundlegender Aufbau und Funktion
Die Söderberg-Elektrode besteht im Wesentlichen aus mehreren aneinandergeschweißten ringförmigen Blechmänteln, die mit einer Elektrodenmasse gefüllt werden.
Der zylinderförmige Blechmantel dient zum einen als formgebende, mechanisch feste Hülle der losen Elektrodenmasse sowie als Stromleiter.
Der 1–2 mm starke Blechmantel ist zum Abfangen der Gewichtskräfte der unverbackenen Elektrodenmasse innen mit Widerhaken oder Rippen versehen. Während des Betriebes brennt die Elektrode durch die frei gewordenen Sauerstoffverbindungen der Erze kontinuierlich ab, weswegen die Elektrodenspitze im Ofen über eine Nachsetzvorrichtung nachgeführt wird. Zur Kompensation der durch Abbrand immer kürzer werdenden Elektrode wird während des Betriebs am oberen Ende der Elektrode regelmäßig ein neuer Blechmantel angeschweißt. 
Die eingefüllte und anschließend verdichtete Anodenmasse besteht aus Anthrazitpulver, Petrolkoks und Steinkohlenpech. Durch die Hitze der Schmelze wird diese Masse zu elektrisch leitfähigem Graphit gebacken. Da das unverbackene Rohmaterial praktisch nicht stromleitend ist, wird der Blechmantel auch zur Stromzuführung genutzt.

## Anwendung in der Aluminiumherstellung
Seit den 1970er Jahren wurden in der Aluminiumerzeugung nach dem Hall-Héroult-Prozess die Söderberg-Zellen zunehmend durch Zellen mit vorgebackenen Elektroden ersetzt, da diese leistungsfähiger sind. 
Noch heute spielt regional die preisgünstige Söderberg-Technik eine wichtige Rolle, so finden über 80 % der russischen Aluminiumproduktion mit Söderberg-Elektroden statt.

## Sicherheit
Besonders der Pechgehalt erweist sich beim Betrieb als problematisch, da hierbei PAK freigesetzt  werden. Daher gilt in Deutschland die TRGS 551.